# Coupe du monde de football américain 2025
Navigation
CDM 2015
La Coupe du monde de football américain 2025 (en anglais IFAF World Cup 2025) est la 6e édition du tournoi mondial de football américain organisé par la Fédération internationale de football américain.
L'équipe des États-Unis est tenante du titre.

## Organisation
Le 13 juillet 2018, l'IFAF annonce que le tournoi final aura lieu en Australie en 2019. Les matchs devaient se jouer au WIN Stadium (ou Wollongong Showground) situé à Wollongong.
Néanmoins, l'IFAF ne pouvant s'assurer la participation en 2019 de toutes les nations potentiellement qualifiées pour l'événement, elle annonce le 6 décembre 2018 que son conseil exécutif (en collaboration avec l'organisation locale Gridiron Australia) a décidé de reporter à 2023 l'organisation de la présente coupe du monde. Celle-ci ne pouvait être organisée avant 2023 en raison des autres tournois internationaux déjà inscrits au calendrier. Le tournoi est à nouveau reporté pour 2025 en octobre 2022.
Le 11 décembre 2021, l'IFAF annonce que l'Allemagne remplacera l'Australie en tant que pays hôte.
Le 9 octobre 2022, l'IFAF annonce que le tournoi est de nouveau reporté à 2025, entamant des pourparlers avec la fédération allemande pour l'accueillir.

## Équipes qualifiées
- États-Unis, tenant du titre ;
- Allemagne, hôte ;
- Australie, représentant de la zone Océanie ;
- Italie, représentant de la zone Europe ;
- Suède, représentant de la zone Europe.

### En cours de qualification
- Zone Amérique ;
- Zone Asie ;
- Zone Afrique.